# Maman, j'ai raté l'avion !
« Home Alone » redirige ici.  Pour la série de films voir, voir Home Alone (série de films).
Série Home Alone
Maman, j'ai encore raté l'avion !
(1992)
Pour plus de détails, voir Fiche technique et Distribution.
Maman, j'ai raté l'avion ! (Home Alone) est un film de Noël comique et familial américain réalisé par Chris Columbus et sorti en 1990. Macaulay Culkin y incarne le jeune Kevin McCallister (8 ans) qui se retrouve seul chez lui, alors que toute sa famille est partie en vacances à Paris en l'oubliant par mégarde, et que des voleurs tentent de cambrioler la maison.
Le film connait plusieurs suites : Maman, j'ai encore raté l'avion ! (1992), Maman, je m'occupe des méchants ! (1997), Maman, je suis seul contre tous (2002) et Maman, la maison est hantée ! (2012). Un sixième volet Maman, j'ai raté l'avion ! (ça recommence), sort le 12 novembre 2021 sur Disney+.
Mondialement, le film est considéré comme culte et est l'un des films de Noël les plus appréciés de tous les temps pour cette période,,,.

## Résumé
La famille McCallister se prépare à passer Noël à Paris, et se rassemble à la maison de Peter et Kate en banlieue de Chicago le soir avant leur départ. Le benjamin de ces derniers, Kevin, est ridiculisé par ses frères et sœurs aînés ainsi que par ses cousins et cousines. Il ruine la veille de leur départ par inadvertance un dîner en famille lors d'une altercation avec son frère aîné Buzz, et Kate l'envoie au comble de la maison. Frustré que Kate permette au reste de la famille de le maltraiter, Kevin souhaite que sa famille disparaisse. Au cours de la nuit, des vents violents causent une panne de courant, ce qui désactive les réveils et fait que la famille se réveille en retard. Dans la confusion et leur précipitation pour arriver à l'aéroport et ne pas manquer leur vol, Kevin est accidentellement laissé à la maison.

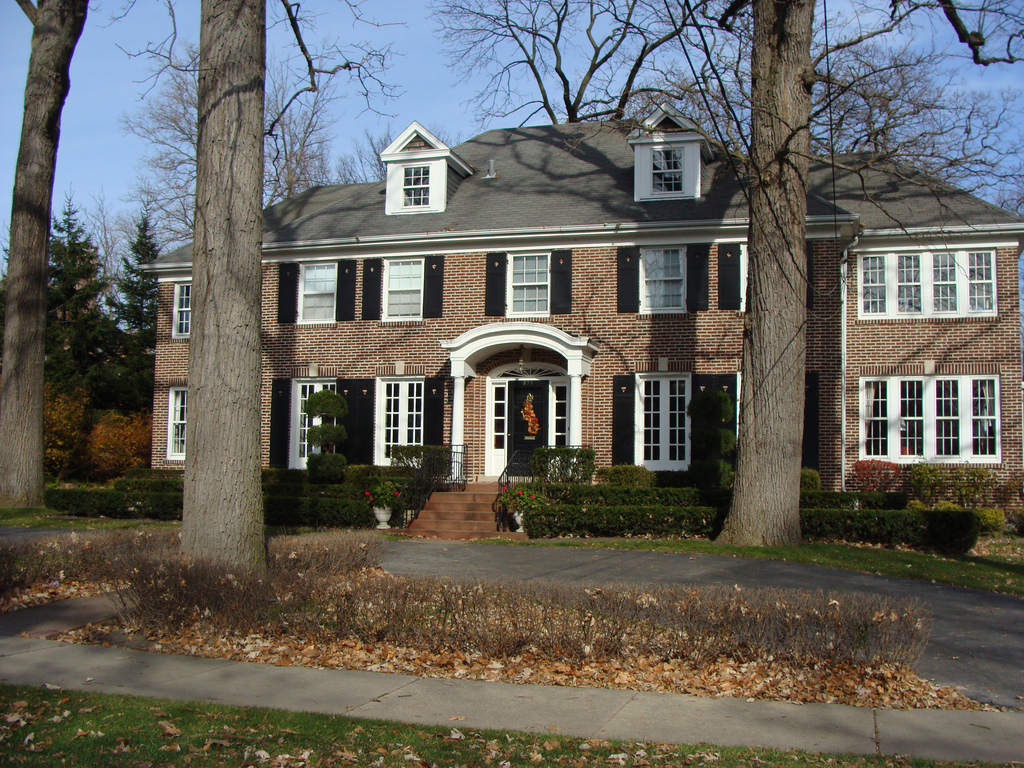
Maison qui fut le théâtre des évènements du film. Elle est située à Winnetka, village qui se trouve en proche banlieue de Chicago dans l'État de l'Illinois.

Il se réveille et se retrouve donc seul dans la maison. Il voit que les voitures de la famille sont toujours dans le garage, inconscient que la famille a loué des camionnettes pour les transporter à l'aéroport. Pensant que son souhait a été exaucé, il est fou de joie de sa nouvelle liberté, mais il devient effrayé par son voisin d'à côté, le Père Marley, qui est supposé être un tueur en série selon des rumeurs. La maison McCallister est bientôt ciblée par Harry et Marvin, deux cambrioleurs qui entrent dans d’autres maisons vides du voisinage. Kevin leur fait croire que la famille est toujours présente, ce qui les oblige à reporter leur plan de voler la maison McCallister.
En plein vol, Kate se rend compte qu'ils ont justement oublié Kevin. Lorsqu'ils arrivent à Paris, la famille découvre que tous les vols pour les deux prochains jours sont réservés, et que les téléphones à la maison sont toujours inutilisables. Peter et le reste de la famille restent à l'appartement de son frère Rob, à Paris, tandis que Kate reste à l'aéroport. Incapable de réserver un vol pour Chicago, elle convainc un couple d’échanger des billets avec elle. Lorsqu’elle arrive enfin aux États-Unis, elle rencontre Gus Polinski, membre d’un groupe de polka, qui lui propose de voyager avec eux vers Chicago dans un camion de déménagement en route vers Milwaukee.
Le réveillon de Noël, Harry et Marvin se rendent compte que Kevin est seul dans la maison, et ce dernier entend leur plan de vider la maison ce soir-là. Il commence à manquer sa famille et demande à un imitateur du Père Noël s'il peut les ramener pour Noël. Il assiste ensuite à une répétition d'une chorale d’église où il rencontre Marley, qui dissipe les rumeurs à son sujet. Ce dernier lui fait remarquer sa petite-fille dans la chorale et lui mentionne qu'il ne l'a jamais rencontrée parce qu'elle est la fille de son fils, avec qui il entretient une relation aliénée. Kevin suggère alors qu'il devrait essayer de se réconcilier avec son fils.
Kevin rentre à la maison et y met en place une série de pièges. Harry et Marvin s'y aventurent, déclenchent les pièges et subissent diverses blessures. Kevin téléphone à la police et attire les cambrioleurs dans une maison voisine qu'ils avaient déjà cambriolée, mais ces derniers l'attrapent et se préparent à se venger, mais Marley intervient et assomme les cambrioleurs avec sa pelle à neige. La police arrive et arrête Harry et Marvin, ayant identifié toutes les maisons qu'ils ont cambriolées grâce à l'habitude de Marvin de les inonder.
Le matin de Noël, Kevin est initialement déçu que sa famille soit toujours partie. Cependant, Kate arrive à la maison et ils se réconcilient. Peu après, le reste de la famille arrive après avoir attendu à Paris pour un vol direct vers Chicago. Kevin ne parle pas de sa rencontre avec Harry et Marvin, mais Peter trouve la dent en or de Harry qu’il a perdue la veille. Kevin regarde ensuite Marley en train de se réunir avec sa famille.

## Fiche technique
Sauf indication contraire, les informations mentionnées dans cette section peuvent être confirmées par les bases de données cinématographiques IMDb et Allociné,  présentes dans la section « Liens externes ».
- Titre original : Home Alone
- Titre français et québécois : Maman, j'ai raté l'avion ![5]
- Réalisation : Chris Columbus
- Scénario : John Hughes
- Musique : John Williams
- Direction artistique : Dan Webster
- Décors : John Muto
- Costumes : Jay Hurley
- Directeur de la photographie : Julio Macat
- Son : James R. Alexander, Chris Carpenter, Kevin E. Carpenter
- Montage : Raja Gosnell
- Production : John Hughes
  - Production déléguée : Mark Levinson, Scott M. Rosenfelt et Targuin Gotch
  - Production associée : Mark Radcliffe
- Sociétés de production : Hughes Entertainment, présenté par 20th Century Fox
- Sociétés de distribution : Twentieth Century Fox (États-Unis) ; Twentieth Century Fox France (France)
- Budget : 18 millions de dollars[6]
- Pays de production :  États-Unis
- Langue originale : anglais
- Format : couleur (DeLuxe) — 35 mm — 1,85:1 (Panavision) — son Dolby stéréo
- Genre : comédie
- Durée : 103 minutes
- Dates de sortie[7] :
  - États-Unis, Québec : 16 novembre 1990[5]
  - France, Belgique, Suisse romande : 19 décembre 1990[8],[9],[10]
- Classification :
  - États-Unis : des scènes peuvent heurter les enfants - accord parental souhaitable (PG - Parental Guidance Suggested)
  - France : tous publics (conseillé à partir de 8 ans)[8],[11]
  - Belgique : tous publics (Alle Leeftijden)[9]
  - Québec : tous publics (G - General Rating)[5]

## Distribution
- Macaulay Culkin (VF : Boris Roatta) : Kevin McCallister
- Joe Pesci (VF : Patrice Melennec) : Harry Lime
- Daniel Stern (VF : Michel Mella) : Marvin Merchants
- John Heard (VF : Claude Rollet) : Peter McCallister
- Catherine O'Hara (VF : Marie-Brigitte Andreï) : Kate McCallister
- Roberts Blossom : M. Marley
- Gerry Bamman (VF : Serge Lhorca) : Frank McCallister
- Terrie Snell (it) (VF : Danièle Hazan) : Leslie McCallister
- Devin Ratray (VF : Stéphane Lefevre) : Buzz McCallister
- Hillary Wolf (VF : Barbara Tissier) : Megan McCallister
- Angela Goethals (VF : Brigitte Lecordier) : Linnie McCallister
- Michael C. Maronna (en) : Jeff McCallister
- Kristin Minter (VF : Brigitte Aubry) : Heather McCallister
- Jedidiah Cohen (VF : Hervé Rey) : Rod McCallister
- Kieran Culkin (VF : Brigitte Lecordier) : Fuller McCallister
- John Candy : Gus Polinski
- Larry Hankin : l'officier Balzak
- Jeffrey Wiseman (VF : Jackie Berger) : Mitch Murphy

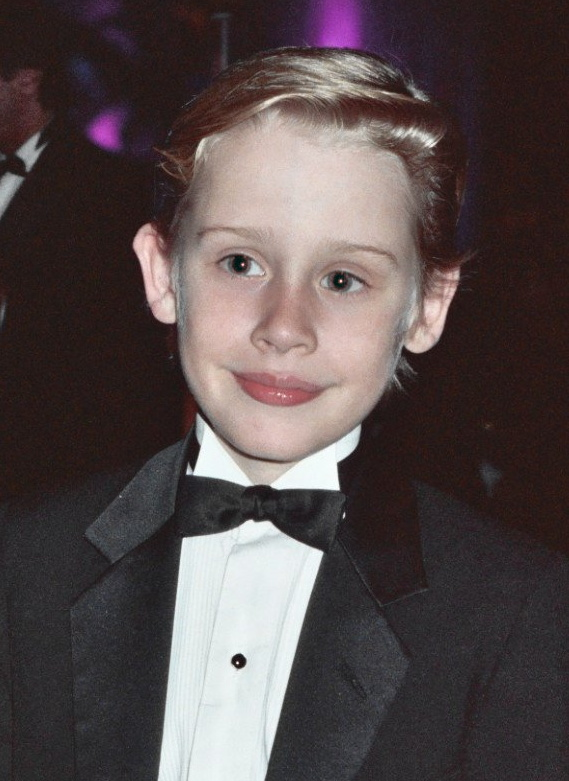
Macaulay Culkin en 1991.

- Ann Whitney : la vendeuse du magasin
- Tracy J. Connor : la caissière
- Dan Charles Zukoski : le livreur de pizzas
- Gerry Becker : le policier
- Billie Bird : la dame âgée à l'aéroport
- Bill Erwin : l'homme âgé à l'aéroport
- Hope Davis : la guichetière française
- Alan Wilder (en) (VF : Patrice Dozier) : le guichetier avec les lunettes
- Ken Hudson Campbell (VF : Daniel Lafourcade) : le Père Noël
- Ralph Foody : Johnny, le gangster à la mitraillette du film Les Anges aux âmes impures
- Michael Guido (de) : Snakes, le gangster abattu par Johnny dans Les Anges aux âmes impures

## Origine et production

### Genèse et développement
John Hughes a eu l'idée du scénario durant le tournage de son film L'Oncle Buck (Uncle Buck), dans lequel Macaulay Culkin incarne un enfant qui regarde par le trou d'une boite aux lettres et qui est effrayé parce qu'il croit voir trois inconnus de l'autre côté de la porte.
D'après René Manzor (frère de Francis Lalanne), le réalisateur et scénariste de 3615 code Père Noël, Maman, j'ai raté l'avion ! est un remake réalisé sans lui avoir demandé les droits. John Hugues aurait pris connaissance de 3615 code Père Noël lors du Festival de Cannes 1989.

### Attribution des rôles
Macaulay Culkin et John Candy avaient déjà été partenaires dans deux autres comédies : L'Oncle Buck (1989) et Ta mère ou moi (1991).

### Tournage
La maison où habite Kevin est bien située Avenue Lincoln, mais au numéro 671 dans le village de Winnetka, situé dans le comté de Cook, en proche banlieue de Chicago dans l'Illinois. En 2011, ses propriétaires actuels mettent la fameuse maison en vente et les agents immobiliers en font la promotion comme étant : « la maison Home Alone. ».

### Musique
Albums de John Williams
Indiana Jones et la Dernière Croisade
(1989) Hook ou la Revanche du capitaine Crochet
(1991)
Bandes originales de Home Alone
Maman, j'ai encore raté l'avion
(1992)
La plupart des morceaux ont été composés par John Williams. Par ailleurs, le film a popularisé le chant ukrainien Chtchedryk.
Liste des titres
1. Home Alone Main Title ("Somewhere in My Memory") (4:53)
2. Holiday Flight (0:59)
3. The House (2:27)
4. Star Of Bethlehem (Orchestral Version) (2:51)
5. Man Of The House (4:33)
6. White Christmas (2:40)
7. Scammed by a Kindergartner (3:55)
8. Please Come Home for Christmas (2:41)
9. Follow That Kid! (2:03)
10. Making the Plane (0:52)
11. O Holy Night (2:48)
12. Carol of the Bells (1:25)
13. Star of Bethlehem (2:59)
14. Setting the Trap (2:16)
15. Somewhere in My Memory (1:04)
16. The Attack on the House (6:53)
17. Mom Returns and Finale (4:19)
18. Have Yourself a Merry Little Christmas (3:05)
19. We Wish You a Merry Chrismas / End Title (4:15)

## Accueil

### Accueil critique
Aux États-Unis, le film a reçu un accueil critique généralement favorable :
- Sur Internet Movie Database, il obtient un score de 7,6⁄10 sur la base de 448 890 critiques[17].
- Sur Metacritic, il obtient un score de 63⁄100 sur la base de 9 critiques ainsi qu'un score de 8,7⁄10 basé sur 1295 évaluations de la part du public[18].
- Sur Rotten Tomatoes, il a reçu un accueil critique favorable, recueillant 65 % de critiques positives, avec une moyenne de 5,65⁄10 sur la base de 35 critiques positives et 19 négatives[19].

En France, le film a également reçu des critiques positives. Sur Allociné, il obtient une moyenne de 3,4⁄5 sur la base de 362 critiques de la part des spectateurs.

### Box-office
Le film est considéré comme l'un des plus rentables au box-office. Avec notamment 67.5 millions d'entrées vendues sur le sol américain et un budget de seulement 18 millions de dollars, il a rapporté plus de 470 millions de dollars dans le monde, dont 285 761 243 $ aux États-Unis. En France, le film totalise 2 240 518 entrées.
| Pays ou région                   | Box-office                        | Date d'arrêt du box-office | Nombre de semaines |
| -------------------------------- | --------------------------------- | -------------------------- | ------------------ |
| États-Unis Canada (1er week-end) | 17 081 997 $                      | du 16 au 18 novembre 1990  | -                  |
| États-Unis Canada                | 285 761 243 $                     | 30 juin 1991               | 33                 |
| France                           | 11 510 542 $                      | -                          | -                  |
| France Paris                     | 2 240 518 entrées 449 698 entrées | -                          | -                  |
| Total hors États-Unis            | 190 923 432 $                     | 30 juin 1991               | 33                 |
| Total mondial                    | 476 684 675 $                     | 30 juin 1991               | 33                 |

## Distinctions
Source : Internet Movie Database et Allociné

### Récompenses
- American Comedy Awards 1991 : American Comedy Award de l'acteur le plus drôle dans un film (Rôle principal) décerné à Macaulay Culkin.
- BMI Film and TV Awards 1991 : BMI Film Music Award décerné à John Williams.
- British Comedy Awards 1991 : British Comedy Awards du meilleur film de comédie.
- Casting Society of America 1991 : Artios du meilleur casting pour un film de comédie, décerné à Jane Jenkins et Janet Hirshenson.
- Chicago Film Critics Association 1991 : CFCA Award de l'acteur le plus prometteur décerné à Macaulay Culkin.
- Golden Screen 1991 :
  - Golden Screen pour les films ayant totalisé 3 millions d'entrées en 18 mois.
  - Golden Screen avec 1 étoile pour les films ayant totalisé 6 millions d'entrées en 18 mois.
- Kids' Choice Awards 1991 : Blimp Award du film préféré.
- Young Artist Awards 1991 :
  - Young Artist Award du film familial pour les jeunes le plus divertissant - Comédie / Action.
  - Young Artist Award du meilleur jeune acteur dans un film décerné à Macaulay Culkin.

### Nominations
- Golden Globes 1991 :
  - Meilleur film musical ou comédie.
  - Meilleur acteur dans un film musical ou une comédie pour Macaulay Culkin.
- Oscars du cinéma 1991 :
  - Meilleure chanson originale pour John Williams et Leslie Bricusse (Pour la chanson Somewhere in My Memory).
  - Meilleure musique originale pour John Williams.
- Young Artist Awards 1991 : meilleure jeune actrice dans un second rôle dans un film pour Angela Goethals.
- Grammy Awards 1992 : meilleure chanson écrite spécifiquement pour un film ou la télévision pour John Williams et Leslie Bricusse (Pour la chanson Somewhere in My Memory).

### Autre
- Online Film and Television Association 2020 : Inscription au temple de la renommée des meilleurs films de l'OFTA.

## Éditions en vidéo
En France, le film Maman, j'ai raté l'avion ! est sorti en DVD le 6 décembre 2000. Trois autres ressorties DVD ont eu lieu le 23 août 2010, le 28 août 2013 et le 15 janvier 2016.
Avec l'arrivée du Blu-ray, le film est sorti en Blu-ray simple le 15 décembre 2013, puis ressorti deux fois sous ce même format numérique le 2 janvier 2016 et le 17 avril 2024.
Le film est également sorti en VOD le 1er août 2014.

## Autour du film
- Les acteurs Roberts Blossom et Larry Hankin étaient vus ensemble dans le film L'Évadé d'Alcatraz (1979) aux côtés de Clint Eastwood.
- Dans ce premier opus, on peut voir que les membres de la famille boivent beaucoup de Pepsi. Le succès du film a permis à la marque de connaître une forte publicité. Devant cet exploit, Coca-Cola a contre-attaqué avec un gros chèque pour être utilisé dans le second volet deux ans plus tard.
- Le film Angels with Filthy Souls (Les anges aux âmes impures) que regarde Kevin n'est pas un vrai film : quelques images avec Ralph Foody (en) ont été tournées spécialement pour le film, en parodiant Les Anges aux figures sales (Angels with Dirty Faces), film de Michael Curtiz avec James Cagney, sorti en 1938. En revanche, lors de leur séjour à Paris, la famille de Kevin regarde un vrai film ; il s'agit de La vie est belle (1946) de Frank Capra avec James Stewart, un classique de Noël aux États-Unis.
- Lorsque Kevin regarde une première fois la scène des Anges aux âmes impures, Johnny (personnage du film) envoie une première rafale de mitraillette à Snakes, celui-ci s'effondre, puis Johnny balance une autre rafale. Plus tard, quand Kevin repasse la bande pour leurrer le livreur de pizza et Marvin, le son de la scène révèle que Johnny n'effectue qu'une seule et longue rafale sans interruption.
- Les Casseurs Flowters (groupe de rap français) se sont inspirés du nom donné par l'un des deux cambrioleurs à leur bande : les « casseurs flotteurs ».
- Le comédien Michel Mella qui double Daniel Stern est une voix française occasionnelle de Joe Pesci (également présent dans le film, doublé par Patrice Melennec).
- Dans le documentaire De E.T. à Jurassic Park : L'Épopée du cinéma familial, diffusé le 3 octobre 2017 sur France 4, le comédien Philippe Lacheau a affirmé dans une interview qu'il a essayé de reproduire les pièges du film et que ceux-ci ne fonctionnaient pas dans la réalité. Il a cité entre autres les glissades sur des petites voitures, le poids d'un corps humain étant trop important pour un petit jouet de ce type.
- Durant le repas de famille, la veille du départ, Buzz enfonce une part entière de pizza dans sa bouche. Lorsque, au changement de plan, Kevin demande si sa pizza au fromage a été commandée, non seulement Buzz a soudainement une autre part dans sa main droite mais, sur le plan suivant, il la tient de sa main gauche.
- Lorsque la famille, dans sa chambre d’hôtel à Paris, regarde la télévision, les enfants se regardent, hébétés et confus. Cela s’explique par le fait qu’en tant qu’américains, ils ne comprennent pas les dialogues en français du programme qu’ils regardent. En VF, ce gag passe à la trappe. Le second volet comporte une scène similaire où, cette fois-ci, les dialogues du programme qu’ils regardent sont en espagnol.
- Sur l'un des plans, l'hôtel où séjourne la famille semble se situer près de la Basilique du Sacré-Cœur de Montmartre. Sur un autre plan, on observe que la chambre d'hôtel offre une vue plutôt proche de la Tour Eiffel. La distance entre les deux monuments historiques (7 km) rend cette scène incohérente.
- Lorsque Marvin écoute le message téléphonique de Peter McCallister sur le téléphone des Murphy, l'étagère qu'il vient de vider contient encore deux objets de valeur dont une coupe en or située en haut à droite de l'étagère. Deux plans plus tard, quand il confirme à Harry que les McCallister sont à l'étranger, la coupe n'apparaît plus à sa place.
- Lorsque Harry tente d'entrer dans la maison par la porte principale et qu'il glisse sur les marches verglacées, le bonnet de la doublure de Joe Pesci se retire un peu de sa tête au moment de l'atterrissage alors que, sur le gros plan qui suit, l'acteur a son bonnet bien ajusté sur sa tête.
- Le titre français du film est calqué sur Chérie, j'ai rétréci les gosses (Honey, I Shrunk the Kids, en VO), sorti l'année précédente.
- La maison de la famille McCallister est disponible à la location sur Airbnb pour la nuit du 12 décembre 2021[32].